# Mária Antónia Koháry xứ Csábrág và Szitnya
Mária Antónia Gabriella Koháry de Csábrág et Szitnya (tiếng Hungary: csábrági és szitnyai herceg Koháry Mária Antónia Gabriella; 2 tháng 7 năm 1797 – 25 tháng 9 năm 1862) là một nữ quý tộc Hungary và là tổ tiên của một số vị vua châu Âu. Bà là nữ thừa kế duy nhất của Nhà Koháry, thuộc về một trong ba địa chủ lớn nhất ở Vương quốc Hungary thuộc Habsburg. Trước khi bà thành hôn với thân vương tử của Vương tộc Sachsen-Coburg và Gotha, Hoàng đế Áo Franz Joseph I đã nâng địa vị của cha bà từ bá tước lên Thân vương hoàng gia để cuộc hôn nhân của bà không mắc phải quý tiện kết hôn, nhờ đó mà các hậu duệ của bà sau này được hôn phối vào các hoàng tộc.
Cuộc hôn nhân giữa bà với Ferdinand xứ Sachsen-Coburg và Gotha đã mang về một lượng tài sản khổng lồ cho các Công tử xứ Sachsen-Coburg và Gotha, và đã tạo ra dòng Sachsen-Coburg và Gotha-Koháry mà sau đó nó đã trở thành một vương tộc vào năm 1837, khi con trai của bà là Công tử Ferdinand chiếu theo luật Jure uxoris trở thành vua của Bồ Đào Nha, trong khi đó Ferdinand I của Bulgaria, vị vua đầu tiên của Vương quốc Bulgaria chính là cháu nội của bà.
Bốn vị vua cuối cùng của Vương quốc Bồ Đào Nha đều đến từ dòng Sachsen-Coburg và Gotha-Koháry, tất cả các vị vua của Vương quốc Bulgaria kể từ Ferdinand I của Bulgaria cũng đều thuộc dòng này. Nhiều vương tộc cai trị ở châu Âu hiện tại cũng ít nhiều có một phần dòng máu đến từ Thân vương nữ Mária Antónia và Ferdinand xứ Sachsen-Coburg và Gotha.

## Gốc tích
Bà sinh ra ở Buda (ngày nay là phía Tây thủ đô Budapest, Hungary), với tước hiệu Bá nữ Maria Antonia Koháry de Csábrág et Szitnya, con thứ hai của Franz Josef, Bá tước Koháry de Csábrág et Szitnya và vợ ông, Nữ bá tước Maria Antonia von Waldstein. Anh trai của bà là Franz qua đời khi mới hai tuổi vào ngày 19 tháng 4 năm 1795. Điều này khiến Antónia, ngay từ khi mới sinh ra, đã trở thành người thừa kế duy nhất khối tài sản khổng lồ của Nhà Koháry.

## Tiểu sử
Vào ngày 30 tháng 11 năm 1815, tại Kinh thành Viên, Đế quốc Áo, Maria Antonia kết hôn với Ferdinand xứ Sachsen-Coburg và Gotha. Ông là anh trai của Công tử Leopold, Vua tương lai của Vương quốc Bỉ. Để môn đăng hộ đối với một thân vương, Hoàng đế Franz Joseph I của Áo đã phong cho cha bà làm Thân vương Koháry xứ Csábrág và Szitnya trong giới quý tộc Áo vào ngày 15 tháng 11 năm 1815, hai tuần trước đám cưới của bà (tổ tiên của họ đã được phong làm bá tước trong giới quý tộc Hungary vào tháng 7 năm 1685 và nam tước vào tháng 2 năm 1616), qua đó bà trở thành một thân vương nữ.
Năm 1826, sau cái chết của cha bà, Maria Antonia được thừa kế hơn 150.000 ha đất ở Hạ Áo, Hungary và Slovakia ngày nay, bao gồm các điền trang, rừng, hầm mỏ và nhà máy, tổng tài sản lên đến 20 triệu franc. Theo danh sách tài sản đính kèm với hợp đồng hôn nhân của con trai bà, August, vào thời điểm ông kết hôn với Vương nữ Clémentine của Orléans năm 1843, tài sản của Nhà Koháry bao gồm Palais Koháry ở trung tâm Viên và một số trang viên ở Viên, một ngôi nhà mùa hè và vùng đất ở Ebenthal, Hạ Áo, các điền trang ở Áo tại Velm, Durnkrut, Walterskirchen, Bohmischdrut và Althoflein, cũng như hàng chục trang viên ở Hungary, lãnh địa của Kiralytia và một biệt thự ở Pest. Cuối năm 1868, khi cháu trai của Antónia là Thân vương tử Ferdinand, Công tước xứ Alençon, kết hôn, người ta ước tính rằng ông và ba anh chị em của mình sẽ được thừa kế tổng cộng 1 triệu franc chỉ từ phần tài sản của bà nội quá cố của họ. Cho đến Chiến tranh thế giới thứ nhất, hậu duệ của bà, nhánh Koháry của Nhà Sachsen-Coburg và Gotha, nằm trong số ba chủ đất lớn nhất ở Hungary.
Mária Antonia qua đời ở Viên vào năm 1862, và được chôn cất trong lăng mộ công tước ở Friedhof am Glockenberg, (nghĩa trang Glockenberg) ở Coburg.

## Hôn nhân và hậu duệ
Bà với chồng có với nhau 4 người con:
1. Ferdinand xứ Sachsen-Coburg và Gotha (1816–1885); ông trở thành Vua Bồ Đào Nha với tước hiệu Ferdinand II vào năm 1836 theo luật jure uxoris.
2. August xứ Sachsen-Coburg và Gotha (1818–1881); con trai ông Ferdinand được bầu làm Thân vương Bulgaria vào năm 1887 và được phong làm Vua Bulgaria vào năm 1908.
3. Viktoria xứ Sachsen-Coburg và Gotha (1822–1857); con trai bà Thân vương tử Gaston là phối ngẫu của Isabel, Công chúa hoàng gia Brasil, con gái của Hoàng đế Pedro II.
4. Leopold xứ Sachsen-Coburg và Gotha (1824–1884). Lấy Constanze Geiger dưới hình thức Quý tiện kết hôn và có một hậu duệ là Franz, Nam tước xứ Ruttenstein.

Cặp đôi này cũng là tổ tiên của Pedro V của Bồ Đào Nha, Luís I của Bồ Đào Nha, Karl I của Áo, Otto von Habsburg, Michael I của Romania, Petar II của Nam Tư, Ferdinand I của Bulgaria, Boris III của Bulgaria, Simeon II của Bulgaria, Henri, Bá tước xứ Paris, Thân vương Boris xứ Leiningen và Thân vương Hermann Friedrich xứ Leiningen, Pedro de Alcântara, Thân vương xứ Grão-Pará, và các thành viên của Hoàng gia Brazil còn sống đến ngày nay.